# Trophy Wife
Trophy Wife es una comedia de situación estadounidense creada por Emily Halpern y Sarah Haskins, transmitido por la cadena ABC. Se estrenó el 2 de octubre de 2013 en los Estados Unidos.
En 8 de mayo de 2014, la serie ha sido cancelada después de solo una temporada.

## Argumento
La serie gira en torno a la vida de una chica fiestera reformada que termina casándose con un abogado después de que ella se encuentra con él en un bar de karaoke. En el proceso, ella se encuentra frente a sus dos exesposas y sus hijos, junto con el caos que surge a la hora de tratar de armonizar con esta familia complicada con que ella se casó.

## Reparto y personajes
- Malin Åkerman como Kate Harrison.
- Bradley Whitford como Pete Harrison.
- Michaela Watkins como Jackie Fisher.
- Natalie Morales como Meg Gomez.
- Ryan Lee como Warren Harrison.
- Bailee Madison como Hillary Harrison.
- Albert Tsai como Bert Harrison.
- Marcia Gay Harden como Dr. Diane Buckley

## Producción
Hillary fue interpretada por Gianna LePera en el piloto, pero sustituida por Bailee Madison cuando la serie entró en producción.
El 1 de noviembre de 2013, la cadena ABC dio una orden para toda la temporada de la serie trae la primera temporada de 22 episodios.
La cadena canceló la serie por culpa de no tener la espectación que esperaban, los actores fueron elogiados y les sentó mal que la cancelaran.
Actualmente se emite en FDF.